# Медаль Говарда Поттса
Меда́ль Го́варда По́ттса (англ. Howard N. Potts Medal) — нагорода за наукові і технічні досягнення, що вручалась з 1911 до 1991 року Інститутом Франкліна (м. Філадельфія, штат Пенсільванія, США). Її лауреатами були відомі науковці, у тому числі 4 лауреати Нобелівської премії.
З 1998 року замість цієї медалі та інших нагород Інституту вручаються Медалі Бенджаміна Франкліна — набір з медалей за досягнення у різних галузях.

## Лауреати
Список лауреатів:
- 1911 — Вільям Кобленц[en] (фізика)
- 1912 — Вільям Артур Бон[en] (хімія)
- 1913 — James A. Bizzell (науки про Землю); Томас Літтлтон Лайонс[en] (науки про Землю)
- 1914 — Ральф Моджеєвський (інженерія)
- 1916 — Вільям Джексон Гамфріс[en] (фізика); Вільям Спенсер Мюррей[en] (інженерія)
- 1917 — Ulric Dahlgren (науки про життя)
- 1918 — Alexander Gray (інженерія); Артур Кеннелі (інженерія); Луїс Вессот Кінг[en] (інженерія)
- 1919 — Reynold Janney (інженерія); Clarence P. Landreth (хімія); Harvey D. Williams (інженерія)
- 1920 — Wendell Addison Barker (винахідництво); Едвард Буллард[en] (інженерія)
- 1921 — Елмер Макколлум[en] (науки про життя); Alfred O. Tate (інженерія)
- 1922 — Ернест Джордж Кокер[en] (фізика); Charles R. Downs (хімія); Richard Bishop Moore (хімія); J. M. Weiss (хімія)
- 1923 — Альберт Галл (хімія)
- 1924 — Джон Август Андерсон (інженерія); William Gaertner (інженерія)
- 1925 —  Чарльз Томсон Різ Вільсон (фізика)
- 1926 — Вільям Девід Кулідж (фізика); Howard W. Matheson (хімія)
- 1927 — George E. Beggs (фізика); Меріон Еплі[en] (інженерія)
- 1928 — Eugene C. Sullivan (хімія); William C. Taylor (хімія)
- 1928 — Oscar G. Thurow (інженерія)
- 1931 — Benno Strauss (інженерія)
- 1932 —  Джордж Паджет Томсон (фізика)
- 1933 — Ігор Іванович Сікорський (інженерія)
- 1934 — Ernst Georg Fischer (інженерія)
- 1936 — Фелікс Андріс Венінг-Майнес[en] (інженерія)
- 1937 — John Clyde Hostetter (інженерія)
- 1938 — Lars Olai Grondahl (інженерія)
- 1939 — Newcomb K. Chaney (інженерія); H. Jermain Creighton (інженерія)
- 1941 — Гарольд Юджин Еджертон[en] (інженерія)
- 1942 — Джесс Бімс[en] (фізика); Harcourt Colborne Drake (інженерія); Бернар Ліо (фізика)
- 1943 — Don Francisco Ballen (науки про життя); Пол Ренно Гейл[en] (фізика)
- 1945 — Едвін Альберт Лінк[en] (інженерія)
- 1946 — Айра Спрейг Боуен (фізика); Бенґт Едлент[en] (фізика); Санфорд Александер Мосс[en] (інженерія)
- 1947 — Володимир Кузьмович Зворикін (інженерія)
- 1948 — Ежен Гудрі[en] (хімія); Clarence A. Lovell (інженерія); David Bigelow Parkinson (інженерія)
- 1949 — Джон Преспер Екерт (комп'ютерні та когнітивні науки); Clinton Richards Hanna (інженерія); Джон Моклі (комп'ютерні та когнітивні науки)
- 1950 — Мерл Туве[en] (інженерія)
- 1951 — Basil A. Adams (інженерія); Clifford M. Foust (фізика); Ерік Лейтон Голмс[en] (хімія)
- 1956 — Едвін Герберт Ленд (інженерія)
- 1958 — William Nelson Goodwin, Jr. (інженерія); Emanuel Rosenberg (інженерія)
- 1959 — Джордж Морі[en] (інженерія)
- 1960 — Чарлз Старк Дрейпер (інженерія)
- 1962 — Wilbur H. Goss (інженерія)
- 1964 — Ервін Вільгельм Мюллер[en] (інженерія)
- 1965 — Крістофер Кокерелл (інженерія)
- 1966 — Robert Kunin (хімія)
- 1967 — Джон Молл[en] (інженерія)
- 1968 — Генріх Фокке (інженерія)
- 1969 — Альберт Ґіорсо (хімія); Чарльз Ґінзбурґ (інженерія)
- 1970 — Жак-Ів Кусто (науки про життя)
- 1971 — Вільям Дефід Макелрой[en] (науки про життя)
- 1972 — Жак Піккар (інженерія)
- 1973 — Говард Воллюм[en] (інженерія)
- 1974 — Джей Форрестер (інженерія)
- 1975 — Легранд Ван Ютерт[en] (інженерія)
- 1976 — Стефані Кволек (інженерія); Paul W. Morgan (інженерія)
- 1977 —  Годфрі Гаунсфілд (науки про життя)
- 1978 — Майкл Шварц[en] (хімія)
- 1979 — Сеймур Крей (комп'ютерні та когнітивні науки); Річард Віткомб (інженерія)
- 1980 — Stanley G. Mason (фізика)
- 1981 — Уно Ламм[en] (інженерія)
- 1982 — Чарлз Оверберґер[en] (хімія)
- 1983 — George G. Guilbault (науки про життя);  Пол Лотербур (фізика)
- 1985 — Вільям Кокрейн [en] (науки про життя)
- 1986 — Мартін Крускал (фізика); Норман Забускі (фізика)
- 1988 — Dudley Dean Fuller (інженерія)
- 1989 — Чарльз Вільям Отлі[en] (фізика)
- 1991 — Річар Морлі[en] (комп'ютерні та когнітивні науки)